# Yo, dibujante al por mayor
Yo, dibujante al por mayor/Así es mi vida fue una serie de historietas de Manuel Vázquez, publicada en dos versiones diferentes en la revista JAuJA y el suplemento infantil El Pequeño País en 1982. Con la segunda de ellas  que se distinguía por su coloración manual, su autor logró por primera vez difusión en la prensa de tirada nacional.

## Trayectoria editorial
Con el título de Así es mi vida y aplicación manual del color, apareció de forma discontinua en El Pequeño País a partir de su número 12, fechado el 22 de febrero, y continuando en los números 13-14, 16-20, 23-24, 27-30 y 35.

## Argumento y personajes
La serie satiriza el trabajo de dibujante del propio Vázquez y su vida hogareña con su mujer Katy (o Caty). Al igual que ¡Vámonos al bingo! abunda en la leyenda picaresca que se forjó el propio Vázquez, a pesar de publicarse en medios infantiles.

## Valoración
El crítico Enrique Martínez Peñaranda califica esta obra como un tesoro de la etapa final de Vázquez.